# Renault Arkana (Russie)
Pour les articles homonymes, voir Arkana.
Ne doit pas être confondu avec Renault Arkana (Europe).
Le Renault Arkana est un crossover compact coupé du constructeur automobile français Renault, produit en Russie pour le marché local à partir de 2019. Cette version de l'Arkana (code projet interne : LJC) est bâtie sur la base du Dacia Duster II. Elle diffère du Renault Arkana européen et coréen (LJL), construit sur la base de la Renault Clio V à partir de 2021.

## Présentation
Le Renault Arkana est présentée le 23 mai 2019 à Moscou lors de l'événement "Grand Tour Renault Arkana" et commercialisé à partir du 5 juillet 2019[réf. souhaitée].
En 2021, en partenariat avec le groupe Allur, Renault lance la production de l'Arkana en kit CKD dans l'usine SaryarkaAvtoProm située à Kostanaï, au Kazakhstan, pays voisin de la Russie.
La production de l'Arkana LJC cesse prématurément en 2022, à la suite des sanctions internationales visant la Russie après l'invasion par cette dernière de l'Ukraine,.

## Caractéristiques techniques
Le SUV coupé repose sur la plateforme B0+ de la seconde génération de Dacia Duster. Il est disponible en traction ou transmission intégrale. Par rapport au modèle européen, la plateforme et la planche de bord diffèrent mais la carrosserie est proche à l'exception du bouclier,.

### Motorisation
L'Arkana reçoit des motorisations uniquement en essence avec un 4-cylindres en ligne 1.6 atmosphérique et le 4-cylindres turbocompressé 1.3 TCe de 150 ch.

## Finitions

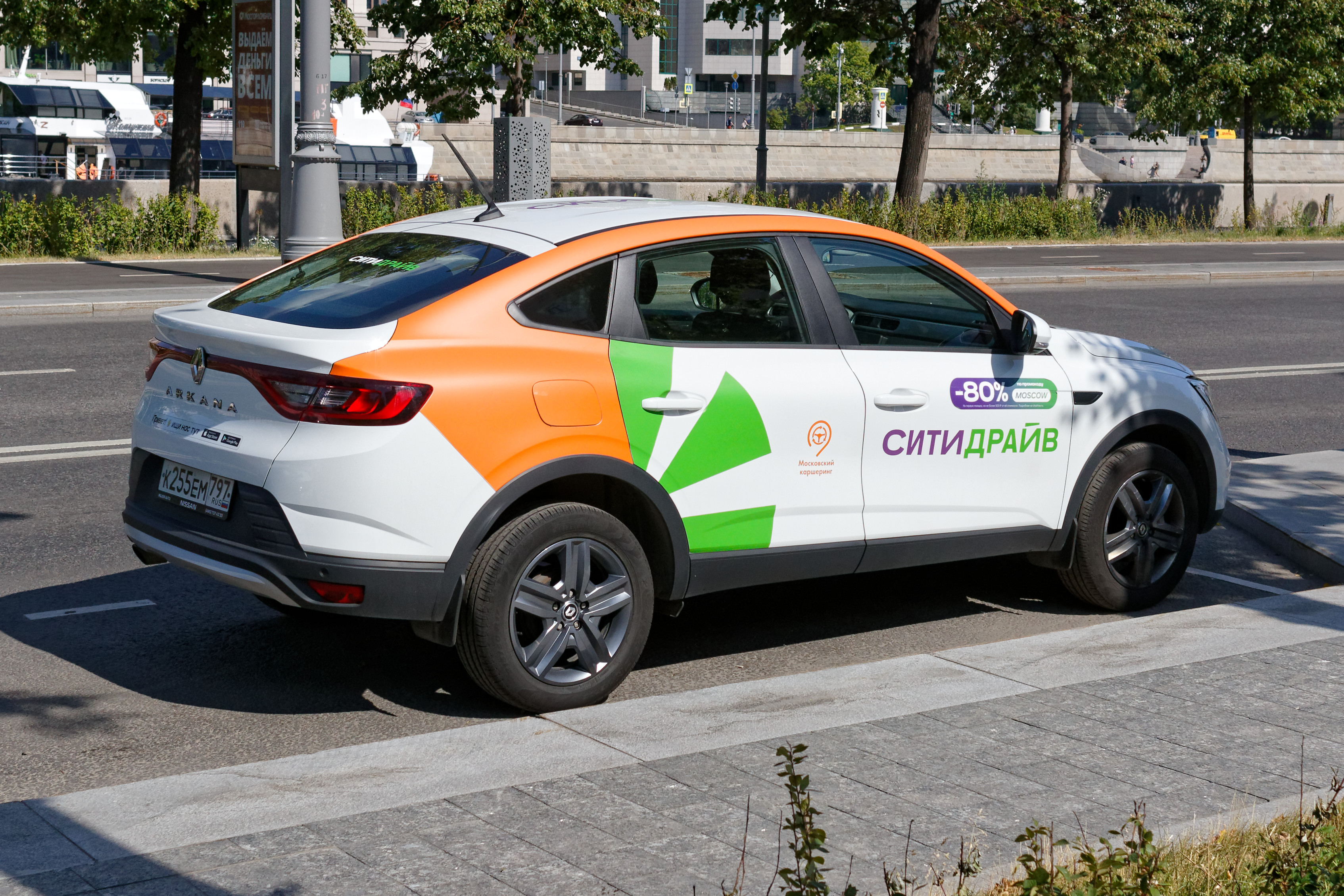
Renault Arkana (modèle russe)

Finitions disponibles au lancement en Russie :
- Life
- Drive
- Style
- Edition One[9]

## Concept car
Renault présente le show car Arkana concept au MIAS (Moscow International Automobile Show) le 29 août 2018. L'Arkana concept préfigure à 98 % la version de série de la Renault Arkana, un SUV coupé produit en Russie à partir de l'été 2019 uniquement pour le marché russe.

### Caractéristiques
L'Arkana concept, comme la future version de série, est basé sur le Renault/Dacia Duster II, lui permettant ainsi de recevoir une transmission quatre roues motrices. Il est équipé de jantes 19 pouces, de projecteurs 100 % LED et d'un double échappement en aluminium.